# Leeuwenburg (stins)
De Leeuwenburg was een stins aan de gelijknamige straat in de binnenstad van Sneek.
Het gebouw was eigendom van Louw Donia, die van 1505 tot 1515 grietman van Wymbritseradeel was. De stins is mogelijk versierd geweest met leeuwen, deze waren onderdeel van het familiewapen van de Donia's. Hieraan dankt het pand haar naam.
Het pand bestond uit een stenen hoofdgebouw met een ruim voorplein. Later zou dit plen worden volgebouwd, waardoor de achtergevel van het pand werd gevormd door de voorgevel van de stins. De Leeuwenburg was een zogenaamde zaalstins.
Later (circa 1900) werd aan het pand een fabriek gebouwd, hierbij werden funderingen van overwelfde ruimtes gevonden. Hierin werden menselijke botten gevonden, mogelijk waren de ruimten grafkelders of onderdelen van de fundering van het pand.
Op de locatie van het gebouw staat het Amicitia Theater, tegenwoordig CineSneek genaamd.